# Locomotora SM41
La locomotora SM41 es un modelo de locomotora diésel de fabricación húngara muy utilizada en Polonia, por parte de la compañía Ferrocarriles Nacionales Polacos (PKP) durante la década de los años 60 y de los 70.

## Historia
La locomotora SM41 fue desarrollada por un conjunto de empresas energéticas húngaras, las Compañías Ganz, conocidas como "Ganz" simplemente. Al principio, las primeras locomotoras registraron grandes fallos, pero estos se fueron solventando y las locomotoras se vendieron con normalidad.
El desarrollo de la locomotora demuestra su carácter de locomotora utilitaria destinada a cualquier campo del transporte de pasajeros. Su problema estuvo en su falta de un sistema de calefacción, que produjo que su trabajo en invierno fuese imposible de realizar por el difícil clima para los pasajeros.
La última locomotora SM41 se dejó de utilizar en el año 2000, la cual acabó en el depósito de Grudziadz. En el año 2010 la locomotora fue comprada por el voivodato (provincia) de Kuyavia y Pomerania. Fueron sustituidas por las locomotoras SM42.

### Mejoras
El SM41 es una versión posterior de la locomotora SM40. Las únicas diferencias son:
- Dirección eléctrica neumática simplificada.
- Barras de seguridad a ambos lados.

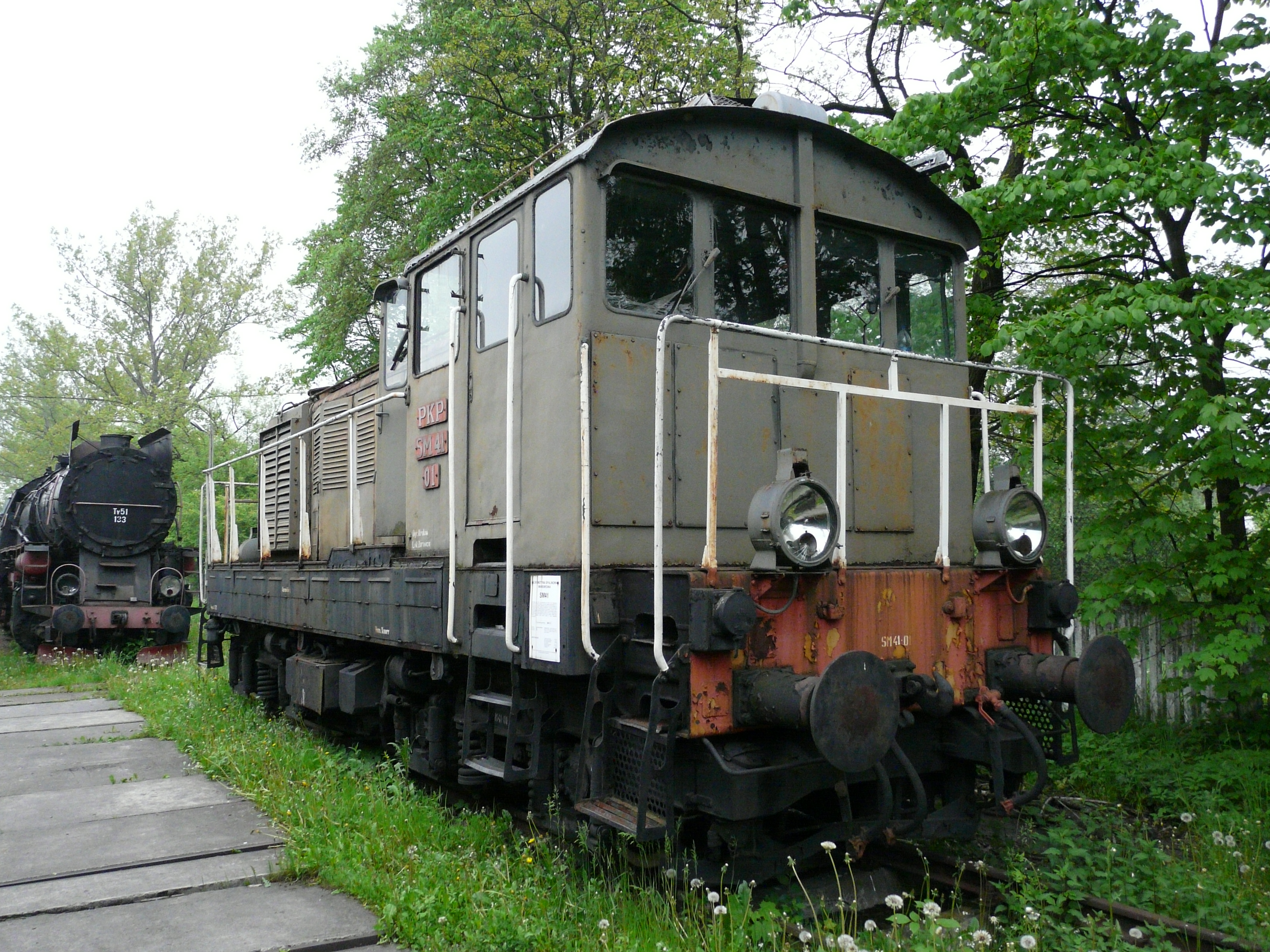
Fotografía del frontal de una locomotora SM41.

## Nomenclatura
La nomenclatura de la locomotora SM41 es derivada del sistema de nomenclaturas de la Compañía PKP
- S: Usada para las locomotoras diésel.
- M: Usada para las locomotoras de maniobras.
- 41: Número de serie.

### Húngara
En húngaro la locomotora se designa como "Ganz DVM-MAVAG 2-2", derivado de los nombres de las compañías implicadas (Ganz y MÁVAG) y el número de serie de la clase y función de la locomotora.

### Inglesa
En inglés la locomotora se designa como "MÁV Class M44", derivado del nombre de la compañía (Ganz-MAVAG) y el número de serie de la clase.